# Кларк, Крис (хоккеист)
Крис Кларк (англ. Chris Clark; род. 8 марта 1976, Саут-Уиндзор, Коннектикут, США) — американский хоккеист, правый нападающий, играл в Национальной хоккейной лиге в командах «Калгари Флэймз», «Вашингтон Кэпиталз» и «Коламбус Блю Джекетс».

## Игровая карьера

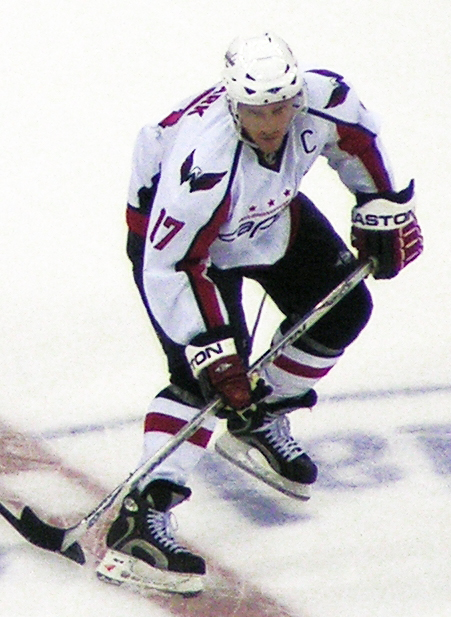
Крис Кларк в составе клуба «Вашингтон Кэпиталз»

До профессиональной карьеры Кларк четыре года играл за хоккейную команду из университета Кларксона. На драфте НХЛ 1994 года был выбран в 3 раунде под общим 77 номером клубом «Калгари Флэймз». Свою профессиональную карьеру начал в команде «Сент-Джон Флэймз», где позже стал обладателем Кубка Колдера. 12 января 2000 года дебютировал в составе «Калгари Флэймз». В сезоне 2003/04 играл во всех матчах и помог «Калгари» дойти до финала Кубка Стэнли, где в 7-м матче серии «Калгари» уступил команде «Тампа Бэй Лайтнинг».
Во время локаута в НХЛ сезона 2004/05 сыграл три матча за команду «Берн» из Швейцарской национальной лиги. Затем играл в чемпионате Норвегии за команду «Сторхамар Драгонс».
4 августа 2005 года обменян в «Вашингтон Кэпиталз». Отыграл в «Кэпиталз» пять сезонов, в течение четырёх сезонов был капитаном команды. 29 декабря 2009 года был обменян в «Коламбус Блю Джекетс».
3 ноября 2011 года, Кларк подписал пробный контракт с клубом «Провиденс Брюинз» из АХЛ. После шести игр без набранных очков покинул клуб.
После игровой карьеры Кларк стал тренером по развитию в «Коламбусе».

## Достижения
- Обладатель Кубка Колдера: 2001

## Статистика
```
                                            --- Regular Season ---  ---- Playoffs ----
 Season   Team                       Lge    GP    G    A  Pts  PIM  GP   G   A Pts PIM
--------------------------------------------------------------------------------------
1994-95  Clarkson University         ECAC   32   12   11   23   92
1995-96  Clarkson University         ECAC   38   10    8   18  106
1996-97  Clarkson University         ECAC   37   23   25   48   86
1997-98  Clarkson University         ECAC   35   18   21   39  106
1998-99  Saint John Flames           AHL    73   13   27   40  123   7   2   4   6  15
1999-00  Saint John Flames           AHL    48   16   17   33  134  --  --  --  --  --
1999-00  Calgary Flames              NHL    22    0    1    1   14  --  --  --  --  --
2000-01  Saint John Flames           AHL    48   18   17   35  131  18   4  10  14  49
2000-01  Calgary Flames              NHL    29    5    1    6   38  --  --  --  --  --
2001-02  Calgary Flames              NHL    64   10    7   17   79  --  --  --  --  --
2002-03  Calgary Flames              NHL    81   10   12   22  126  --  --  --  --  --
2003-04  Calgary Flames              NHL    82   10   15   25  106  26   3   3   6  30
2004-05  Bern                        Swiss   3    0    0    0    6  --  --  --  --  --
2004-05  Storhamar                   Norw   15   10    4   14   86   7   4   4   8  14
2005-06  Washington Capitals         NHL    78   20   19   39  110  --  --  --  --  --
2006-07  Washington Capitals         NHL    74   30   24   54   66  --  --  --  --  --
2007-08  Washington Capitals         NHL    18    5    4    9   43  --  --  --  --  --
2008-09  Washington Capitals         NHL    32    1    5    6   32   8   1   0   1   8
2009-10  Washington Capitals         NHL    38    4   11   15   27  --  --  --  --  --
2009-10  Columbus Blue Jackets       NHL    36    3    2    5   21  --  --  --  --  --
2010-11  Columbus Blue Jackets       NHL    53    5   10   15   38  --  --  --  --  --
2011-12  Providence Bruins           AHL     6    0    0    0    4  --  --  --  --  --
--------------------------------------------------------------------------------------
         NHL Totals                        607  103  111  214  700  34   4   3   7  38

```